# Catarina de Bourbon
Catarina de Bourbon (em francês:  Catherine de Bourbon; 7 de fevereiro de 1559 – 13 de fevereiro de 1604), por vezes chamada de Catarina de Navarra, era filha da rainha Joana III e do rei António de Navarra. Governou o Viscondado do Béarn em nome do seu irmão, o rei Henrique IV de França (III de Navarra), de 1576 a 1596.

## Biografia
Catarina nasceu a 7 de fevereiro de 1559, sendo filha de Joana de Albret, Rainha de Navarra e do seu consorte e co-governate, António de Boubon. Foi batizada em homenagem à sua madrinha, a rainha francesa Catarina de Médici.
Joana convertera-se ao Calvinismo um ano após o nascimento de Catarina, declarando-a como religião oficial do Reino de Navarra. António, pelo seu lado, permaneceu Católico voltando-se contra a mulher e ameaçando divorciar-se. Ele morreu lutando pela fé Católica em 17 de novembro de 1562. Catarina ficou com a mãe e com o irmão mais velho, Henrique, uma vez que também haviam abraçado a causa Protestante. A rainha morreu a 9 de junho de 1572, e a Custódia de Catarina foi confiada Catarina de Médici e Carlos IX. Durante o massacre da noite de São Bartolomeu, Catarina e o seu irmão foram forçados a converterem-se ao Catolicismo.
Vários projetos de casamento foram equacionados e, após a morte de Carlos IX em 1574, o novo rei, Henrique III, ponderou vir a casar-se com Catarina. Posteriormente, quase que se viria a casar com Jaime VI da Escócia.

## Estadista
O irmão de Catarina, que sucedeu à mãe, a rainha Joana III, permanecia ausente na França. Após a sua fuga do cativeiro, em 1576, ele confiou a Catarina o governo do Béarn, região de que, quase continuamente, ela foi regente até 1596. Entre outras responsabilidades, ela, uma Protestante convicta, acolheu Antonio Pérez, famoso refugiado católico Espanhol fugido ao rei Filipe II.
Após a ascensão do seu irmão ao trono francês, em 1589, ela foi criada Duquesa de Albret e Condessa de Armagnac. Em 1589 foi ainda nomeada pelo irmão para o Conselho de Estado como representante dos interesses Protestantes, persuadindo os Huguenotes a concordarem com o Édito de Nantes.

## Casamento
Como parte do Tratado de Saint-Germain-en-Laye, entre o rei Henrique IV e o duque da Lorena Carlos III, ficou acordado que Catarina casasse com o filho mais velho de Carlos, Henrique (1563–1624). O acordo de casamento foi assinado em 13 de julho de 1598. Contudo, Catarina era uma firme Calvinista, recusando-se a converter ao Catolicismo, enquanto que o seu marido era uma Católico devoto, e um antigo membro da Santa Liga.
Assim, o Pápa teria que emitir uma dispensa para autorizar o casamento. Mas, a 29 de dezembro de 1598, Clemente VIII declarou a sua oposição ao casamento. Descontente, Henrique IV intimidou o Arcebispo de Reims para que este emitisse a autorização de casamento, o que este acabou por anuir emitindo a autorização em Saint-Germain-en-Laye a 31 de janeiro de 1599. Por fim, Henrique obteve o consentimento Papal. Até ao nascimento do seu sobrinho, a 27 de setembro de 1601, ela era herdeira presuntiva à coroa de Navarra. Contudo, Catarina casara pouco antes da sua morte, sem descendência. O seu marido voltaria a casar com Margarida Gonzaga, uma sobrinha de Maria de Médici (sogra de Henrique IV).

## Obras literárias
Catarina de Bourbon era também escritora. Os seus trabalhos consistiam principalmente em sonetos e na sua interessante correspondência.